# فيلهارموني باريس
 فيلهارموني (باريس) (بالفرنسية: La Philharmonie de Paris) وهي مؤسسة ثقافية مكرسة للموسيقا السموفونية وتقع قرب مدينة الموسيقا في الشمال الشرقي من باريس، في الدائرة التاسعة عشرة في باريس، افتُتِحت في 14 يناير/ كانون الثاني 2015.
تتمتع بأجهزة سمعية عالية الجودة، ولكن أيضا متخصصة بموسيقى الحُجرة، وموسيقى الجاز وموسيقى العالم. وتتضمن هذه المؤسسة «فيلهارموني 1» التي افتتحت في 14 كانون الأول /يناير 2015، وتتألف من قاعة للحفلات الموسيقية تستوعب 2400 مقعداً، ونستطيع أن نسميها «القاعة الكبرى»، كما تتضمن أيضاً مساحات وفضاءات للمعرض وورش العمل التعليمية وصالات تدريب ومدينة الموسيقى، وافتتحت في عام 1995 وسميت «فيلهارموني 2» تتكون من اثنين من قاعات الحفلات الموسيقية، باستيعاب: على التوالي، 900 و 250 مقعداً، ومتحف موسيقى ومكتبة. وتشغلها بشكل دائم أوركسترا باريس وأنسامبل إنتيركونتيمبورين.
في عام 2016 تَمَّ غناء لما بدا يتثنى باللغة العربية في هذا المبنى من قِبَل موظفي بنك سوسيتي جينرال.

## التاريخ

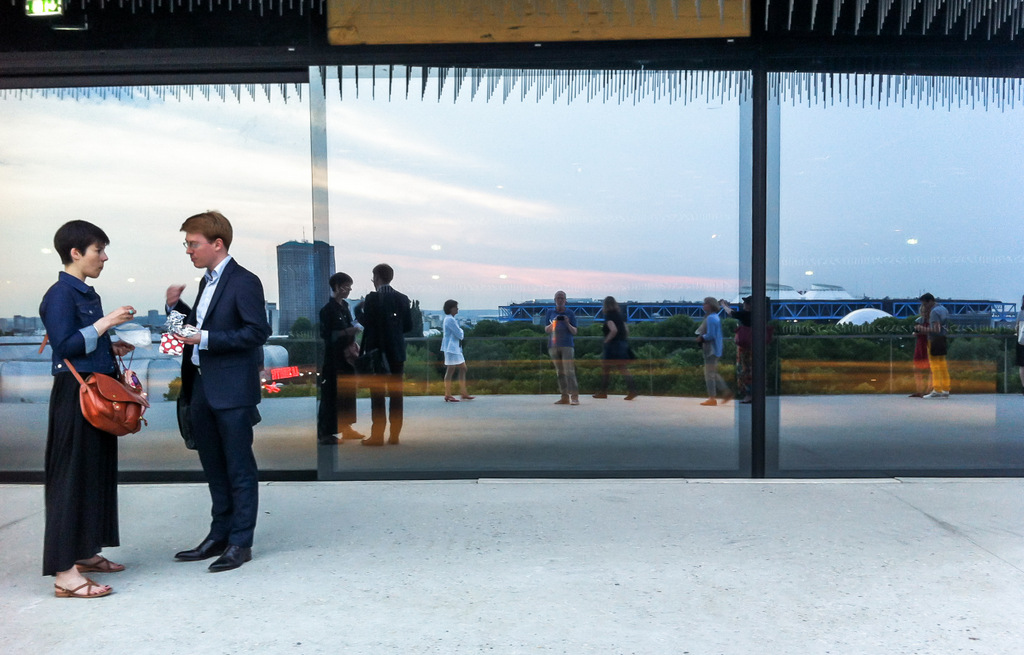
من الداخل على الترّاس في 2015

فيلهارموني باريس هي مؤسسة ثقافية مكرسة أساساً للموسيقى السمفونية، والاستفادة من المعدات الصوتية عالية الجودة، ولكن أيضا لموسيقى الغرفة، وموسيقى الجاز أو الموسيقى العالمية. وهي تشمل «فيلهارموني 1»، الذي افتتحت في 14 يناير/ كانون الثاني 2015، وتتألف من قاعة الحفلات الموسيقية التي يبلغ استيعابها 2400 مقعداً، وتسمى «بيير بوليز»، ومساحات المعرض، وورش العمل التعليمية وغرف البروفة، وفي عام 1995 أعيد تسميتها ب «فيلهارموني 2»، وتتألف من قاعتين احتفاليتين أخريين على التوالي من 900 و 250 مقعداً، ومتحف الموسيقى ومكتبة وسائط الإعلام. ومكان المقيمين هي أوركسترا باريس وفرقة إنتيركونتيمبوراين.

## العمارة الخارجية
المصمم هو جان نوفيل ومعه بريجيت مترا كمهندسة مرتبطة بقاعة الحفل، وناجاتا للصوتيات (استشارة مهندس ونموذج الاختبارات) وكذلك استوديو DAP لصوتيات المبنى. وكذلك مرسم جان نوفيل مع جاك لو ماركيه وذلك لسينوغرافيا القاعة. هذا المشروع هو جزء من الفضاء المعماري لبارك لا فيليت، الذي صممه المهندس المعماري برنارد تشومي، بما في ذلك مدينة الموسيقى، التي صممها كريستيان دو بورتسامبارك مع القاعة الكبرى للا فيليت، ومدينة العلوم والصناعة والجيود. تصميم المشروع أخذ شكل هضبة من الألمنيوم. إن فيلهارموني تقف على تلة تطل على باريس وضواحيها، وراء طريق البريفريك.

## العمارة الداخلية
وبالإضافة إلى قاعة الحفلات الموسيقية التي تحتوي على 400 2 مقعداً، يتضمن الموقع مساحة للمعارض تبلغ مساحتها أكثر من 1100 متر مربع، ومركز تعليمي يبلغ 750 1 متراً مربعاً، وأماكن لإقامة إقامات أوركسترا، واستوديوهات ومطعم. تسمح الرؤية العالية بتشغيل مبسط للإيجار وسعر واحد على جميع المقاعد. يتم رفض هذا المعدل وفقا للعرض المقترح. كما يقدم فندق فيلهارموني دي باريس العديد من الأماكن بأسعار مخفضة.

## قاعة بيير بوليه
القاعة مخصصة أساسا للموسيقى السمفونية، والتميز الصوتي المطلوب في المقام الأول. كما أنها تستضيف المراجع الموسيقية مع الصوتيات الأكثر صدى. سمعياً، وقاعة للحفلات الموسيقية تبرز النماذج الأمامية بدقة على شكل «علبة حذاء» ووتعطي امتيازا لالتفاف مكان الخشبة من جهة الجمهور على غرار أوركسترا برلين لتعزيز الشعور بالحميمية.
مع هذا البناء الملتف، فإن المسافة بين قائد الأوكسترا والمُستمع من المكان الأكثر بعداً هي كحدأقصى 32 متر. لضمان الأداء الصوتي الجيد، لا يتجاوز الحجم الكلي للغرفة 30,000 متر مكعب. انها تسمح لتطوير حقل الصوت في وقت متأخر وتردد مناسبة للحفلات السيمفونية. كما أن برنامج فيلهارموني دي باريس لا يقتصر على التدريب الكلاسيكي، فمن المخطط لتجهيز غرفة لنمطية من سينوغرافي الصوتية والتقنية.